# Kathleen Doyle
Kathleen Mae Doyle (ur. 11 czerwca 1998 w Hinsdale) – amerykańska koszykarka występująca na pozycji rozgrywającej, obecnie zawodniczka Bursy BSB.
W 2016 otrzymała nagrodę Illinois Miss Basketball, przyznawana najlepszej koszykarce szkół średnich stanu Illinois. Dwukrotnie z rzędu poprowadziła Led Benet Academy do mistrzostwa stanu Illinois klasy 4A (2015, 2016).
15 lipca 2020 została zawodniczką Polskiej Strefy Inwestycji Enea Gorzów Wielkopolski. 20 grudnia opuściła klub.

## Osiągnięcia
Stan na 28 stycznia 2022, na podstawie, o ile nie zaznaczono inaczej.

### NCAA
- Uczestniczka rozgrywek:
  - Elite 8 turnieju NCAA (2019)
  - turnieju NCAA (2018, 2019)
- Mistrzyni turnieju konferencji Big 10 (2019)
- Koszykarka roku konferencji Big 10 (2020)[5]
- Zaliczona do:
  - I składu:
    - Big 10 (2019, 2020)[5]
    - Academic All-Big Ten (2018, 2019)
    - najlepszych pierwszorocznych zawodniczek Big 10 (2017)
    - turnieju Hawkeye Challenge (2017)

  - II składu  Big 10 (2018)
  - III składu All-American (2020 przez Associated Press)
- Liderka konferencji Big 10 w asystach (2018 – 7,5)

Reprezentacja
- Wicemistrzyni igrzysk panamerykańskich (2019)